# Ортен, Иржи
Иржи Ортен (чеш. Jiří Orten, 1919—1941) — чешский поэт.

## Биография

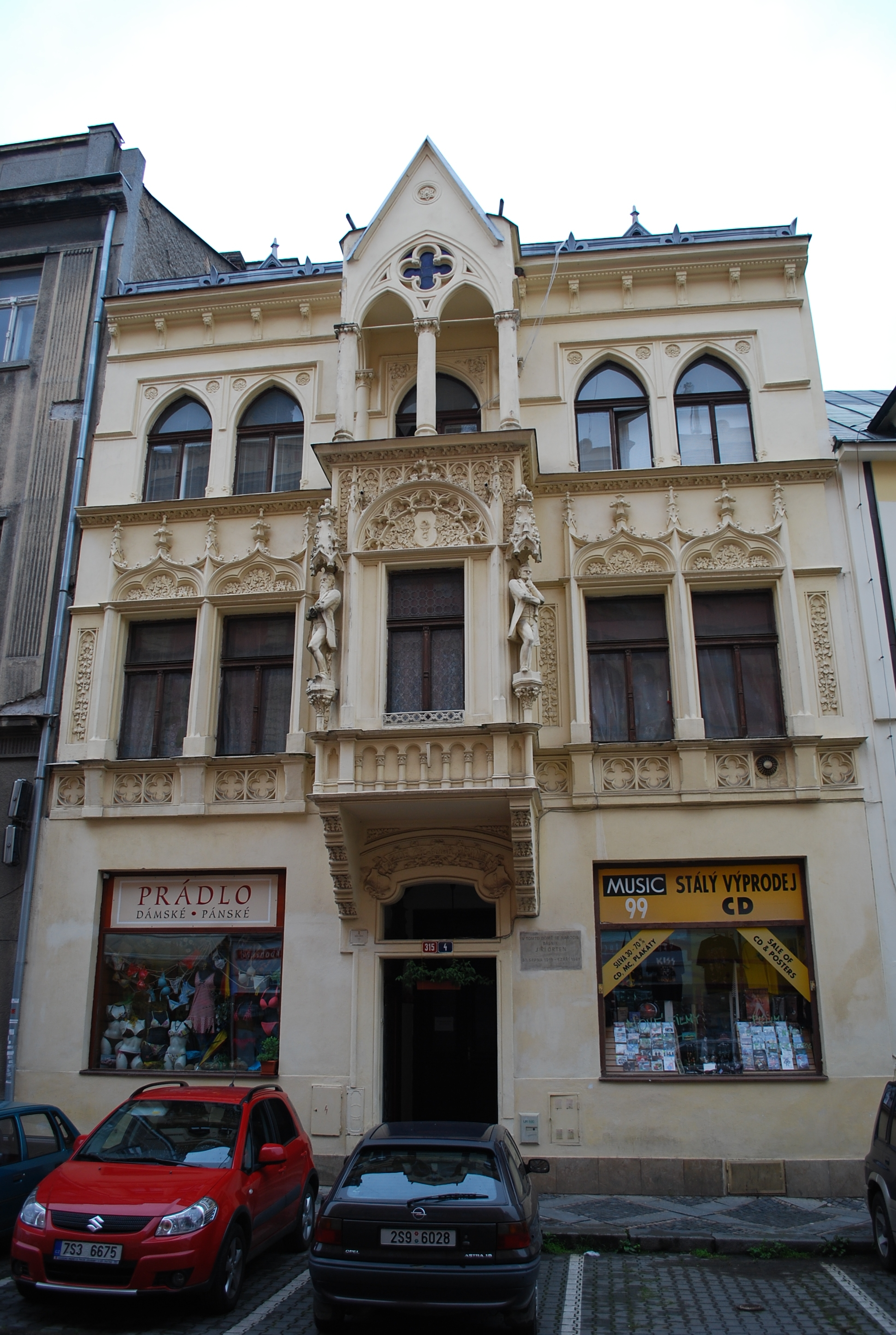
Родной дом поэта в Кутна-Гора.

Иржи Ортен родился 30 августа 1919 года в городе Кутна-Гора в семье еврейского бизнесмена. Старший брат Иржи — Ота Ортен, стал театральным режиссёром и теоретиком, а младший брат Зденек стал театральным актёром. Будучи подростком Иржи бросил гимназию и вместе с старшим братом отправился в Прагу, чтобы поступить в драматическую консерваторию. Здесь он публикует свои стихотворения в авангардным журналах и знакомится со многими поэтами, в их числе Иван Блатный, с которым он особенно сблизился. В Праге Ортон также занимается экспериментальным театром.
Лето 1938 года Ортен провёл в Париже, а когда вернулся, Богемия и Моравия были оккупированы немцами. Так как поэт был еврейского происхождения, его исключили из консерватории, и он был вынужден писать под чешскими псевдонимами. Несмотря на эту предосторожность, его инкогнито было раскрыто, и Ортена запретили печатать. 30 августа 1941 года, в свой двадцать второй день рождения, Ортен гулял по городу со своей девушкой. Он переходил улицу, чтобы купить сигареты в лавке, когда его сбила немецкая скорая помощь. В городской больнице его не приняли, поскольку он был евреем, и его отвезли в другую больницу, где он скончался два дня спустя.

## Творчество
Стихи Ортена написаны лёгким и простым языком, имеют небольшой объём. В 1939 году был опубликован первый сборник стихов Ортена — «Христоматия весни», в которую входили жизнерадостные стихи. Когда Ортену было запрещено публиковать произведения, он под псевдонимом Карел Йилек опубликовал сборник «Путь к морозу» (1940), а в 1941 году под псевдонимом Иржи Якуб сборники «Плач Иеремии» и «Сурепица». Стихи этого периода насыщены мрачностью и трагизмом, в них Ортен обвиняет военное время.
После войны коммунисты предают забвению творчество Ортена, ограничиваясь лишь несколькими малотиражными изданиями. Критики окрестили его работы «дегенеративной гадостью». Интерес к нему возродился на волне Пражской весны; в 1987 году была учреждена премия его имени. Лишь в начале 1990-х были изданы три записные книжки Ортена, содержащие его стихи, письма и дневники.